# تبدیل‌شوندگان: ظهور جانوران
تبدیل‌شوندگان: ظهور جانوران (به انگلیسی: Transformers: Rise of the Beasts) یک فیلم اکشن و علمی تخیلی آمریکایی محصول سال ۲۰۲۳ که بر اساس خط بازی‌های تبدیل‌شوندگان (ترانسفورمرز) و عمدتاً تحت تأثیر خط داستانی جنگ جانوران ساخته شده‌است. این هفتمین قسمت از مجموعه فیلم‌های لایو اکشن تبدیل‌شوندگان و دنباله‌ای بر فیلم بامبلبی (۲۰۱۸) محسوب می‌شود. این فیلم به کارگردانی استیون کیپل جونیور و با بازی آنتونی راموس، دومینیک فیش بک و لورین ولز است. فیلم حول محور آپتیموس پرایم در سال ۱۹۹۴ در بروکلین، شهر نیویورک و بخش‌هایی از پرو است.
تبدیل‌شوندگان: ظهور جانوران در ۹ ژوئن ۲۰۲۳ توسط پارامونت پیکچرز در ایالات متحده به نمایش درآمد.

## تولید
فیلمبرداری اصلی در ۷ ژوئن ۲۰۲۱ در لس آنجلس آغاز شد. فیلمبرداری همچنین در ماچو پیچو، مونترآل و بروکلین انجام شد. در ۲۰ اکتبر ۲۰۲۱، اعلام شد که فیلمبرداری به‌طور رسمی به پایان رسیده‌است.

## داستان فیلم
داستان این بخش که قبل از اولین قسمت آن و در دهه ۱۹۹۰ میلادی به تصویر کشیده شده‌است شامل خدای باستانی و شروری است که در جستجوی ابزاری قدرتمند و حاوی انرژی وارد کره زمین شده و پرایم‌ها در کنار انسان‌ها با این خدای شرور به نبرد برمی‌خیزند.